# Felis silvestris silvestris
Il gatto selvatico europeo (Felis silvestris silvestris Schreber, 1775) è una sottospecie di gatto selvatico che abita le foreste dell'Europa occidentale, centrale e orientale.

## Descrizione

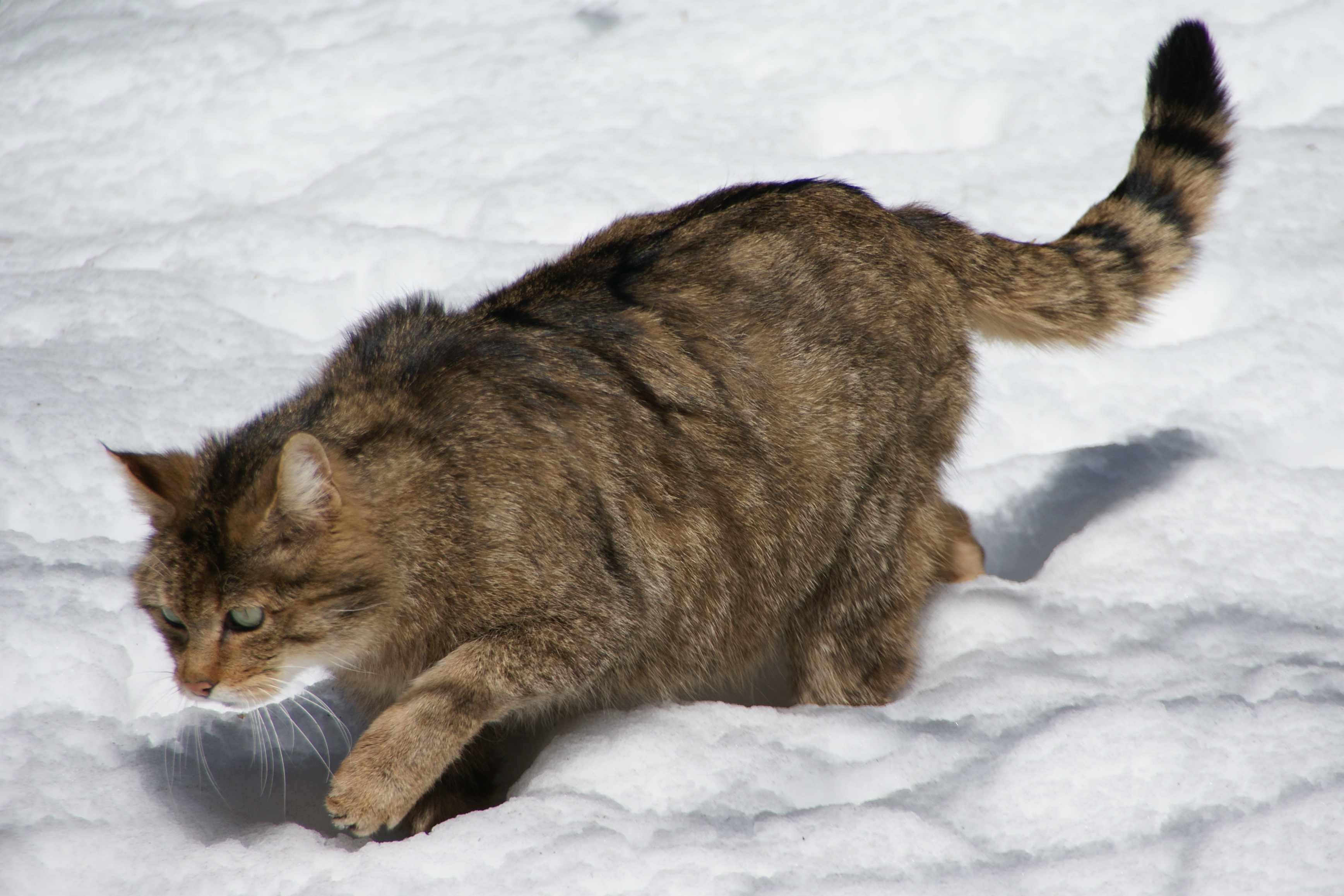
Un gatto selvatico europeo

Il gatto selvatico europeo raggiunge 1,20 metri di lunghezza compresa la coda, che misura 35 cm, peso 3,5 - 8 kg, ha un corpo robusto, agilissimo, testa corta e rotondeggiante, zampe forti e lunghe, specialmente quelle posteriori. Il pelo è folto e morbido, di colore grigio-fulvo, più chiaro sul ventre, con fasce trasversali scure; alcuni anelli nerastri ornano la coda.
È dotato di una vista eccellente anche in pessime condizioni di luce, l'olfatto è molto buono e l'udito ottimo.
Ha orecchie dritte e larghe alla base ed occhi gialli. Particolarmente sviluppati sono i canini e i denti ferini, adatti a dilaniare la preda.

## Distribuzione e habitat
Il gatto selvatico europeo è diffuso in tutta l'Europa centrale. Vive nelle foreste di latifoglie e tende ad evitare i luoghi frequentati dall'uomo.

### Italia
È il felino selvatico più diffuso in Italia, nonostante sia quasi scomparso. La popolazione nazionale è stata stimata in circa 700 - 800 animali distribuiti sulle Alpi Giulie (dove risiede la maggior parte degli esemplari dell'arco alpino) ed in alcune valli delle Alpi Carniche, sulle Alpi occidentali e orientali (tra Veneto e Trentino), sull'Appennino settentrionale, sull'Appennino centrale, sull'Appennino calabro, nel Gargano, nell'area del Vulture nei boschi dell'Alto Bradano, e in Sicilia.
Nell'agosto del 2017 viene avvistato nel parco nazionale dell'Aspromonte, nel 2021 nelle Alpi Apuane, in Trentino tra il 2018 e il 2021 (Monte Bondone e Pale di San Martino) , nel 2022 in Alto Adige (Val Pusteria).

### Scozia

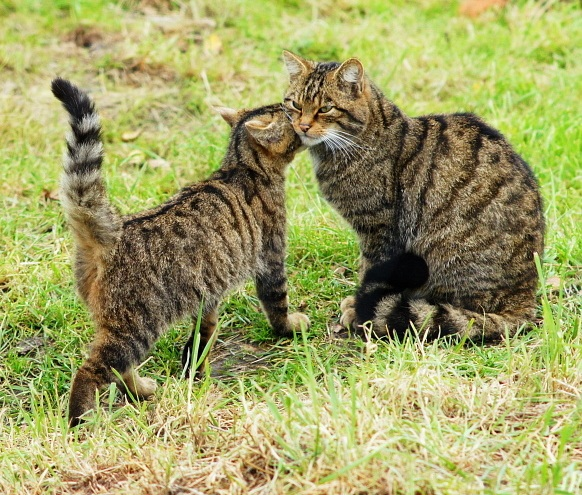
Gatto selvatico scozzese con piccolo

Nel 2012 biologi conservazionisti hanno annunciato la scoperta di popolazioni precedentemente sconosciute di gatti selvatici scozzesi stanziati nel Parco nazionale di Cairngorms, in pericolo a causa di incroci con gatti domestici e ferini (di origine mista/randagia). Gli scienziati hanno segnalato 465 potenziali avvistamenti; in risposta, la Scottish Wildcat Association ha confutato tali affermazioni, dichiarando nel loro sito web ed in interviste stampa che gli avvistamenti sono stati definiti da esperti come incroci ibridi, e che la popolazione del gatto scozzese era probabilmente ben al di sotto dei 100 esemplari.
Nel settembre del 2012, dopo aver esaminato circa 2 000 registrazioni di telecamere da avvistamento automatico, rapporti di testimoni oculari ed uccisioni stradali, la Scottish Wildcat Association (SWA) ha ammonito che i gatti selvatici scozzesi potrebbero essere estinti nel loro habitat naturale nel giro di pochi mesi: la loro analisi suggerisce che il numero di gatti scozzesi di razza pura era diminuito, alla data della ricerca, a circa 35 individui in tutto. Una grave riduzione delle popolazioni di conigli a causa della mixomatosi ha, inoltre, contribuito ad accelerare il declino del gatto selvatico scozzese. Nel marzo del 2013 la Regia Società Zoologica di Scozia ha affermato di aver incoraggiato la raccolta di materiale biologico, ma che la clonazione del felino verrebbe considerata solo dopo che "tutte le altre vie siano state esaurite".
Nel settembre del 2013 la fondazione animalista Aspinall (Aspinall Foundation) ha annunciato l'intenzione di sviluppare un centro di riproduzione in cattività sull'Isola di Càrna, al largo della costa occidentale della Scozia, vicino alla penisola di Ardnamurchan, dove la Scottish Wildcat Association ha sviluppato il progetto Rifugio del Gatto Selvatico (Wildcat Haven) per identificare gatti selvatici scozzesi puri non-ibridizzati, sotto la direzione del Dott. Paul O'Donoghue, che opera nel progetto utilizzando un test genetico studiato per identificare l'ibridazione nei gatti selvatici scozzesi.
La notizia è stata seguita da un annuncio dello Scottish Natural Heritage (SNH), che, dopo un anno di consultazioni, si era deciso a lanciare un nuovo piano d'azione per il gatto selvatico con un approccio più "pragmatico", teso a conservare gatti selvatici e ibridi che presentano caratteristiche di gatto scozzese, utilizzando una definizione più "ampia" di gatto selvatico. Steve Piper, fondatore e già presidente della Scottish Wildcat Association nonché fautore del progetto citato Wildcat Haven e precedente consulente del piano d'azione SNH, ha risposto che l'approccio è una "iniziativa vergognosa" che costringe il gatto selvatico scozzese puro all'estinzione.

### Svizzera
Il gatto selvatico è anche presente in Svizzera, dove è protetto dal 1962. È presente particolarmente nella regione del Massiccio del Giura e nella regione attorno a Sciaffusa.

## Biologia

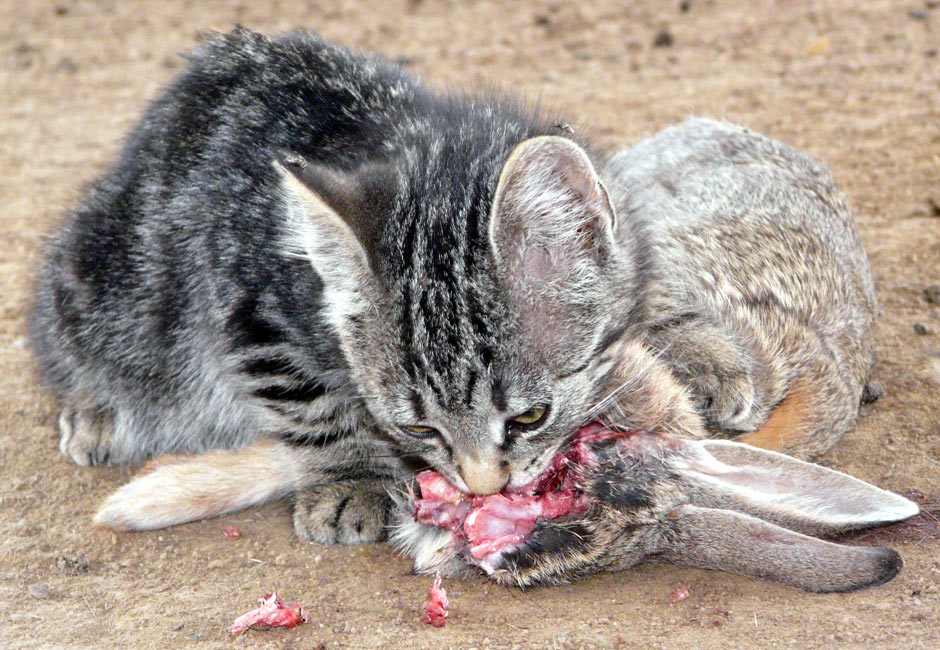
Giovane gatto selvatico che divora un silvilago

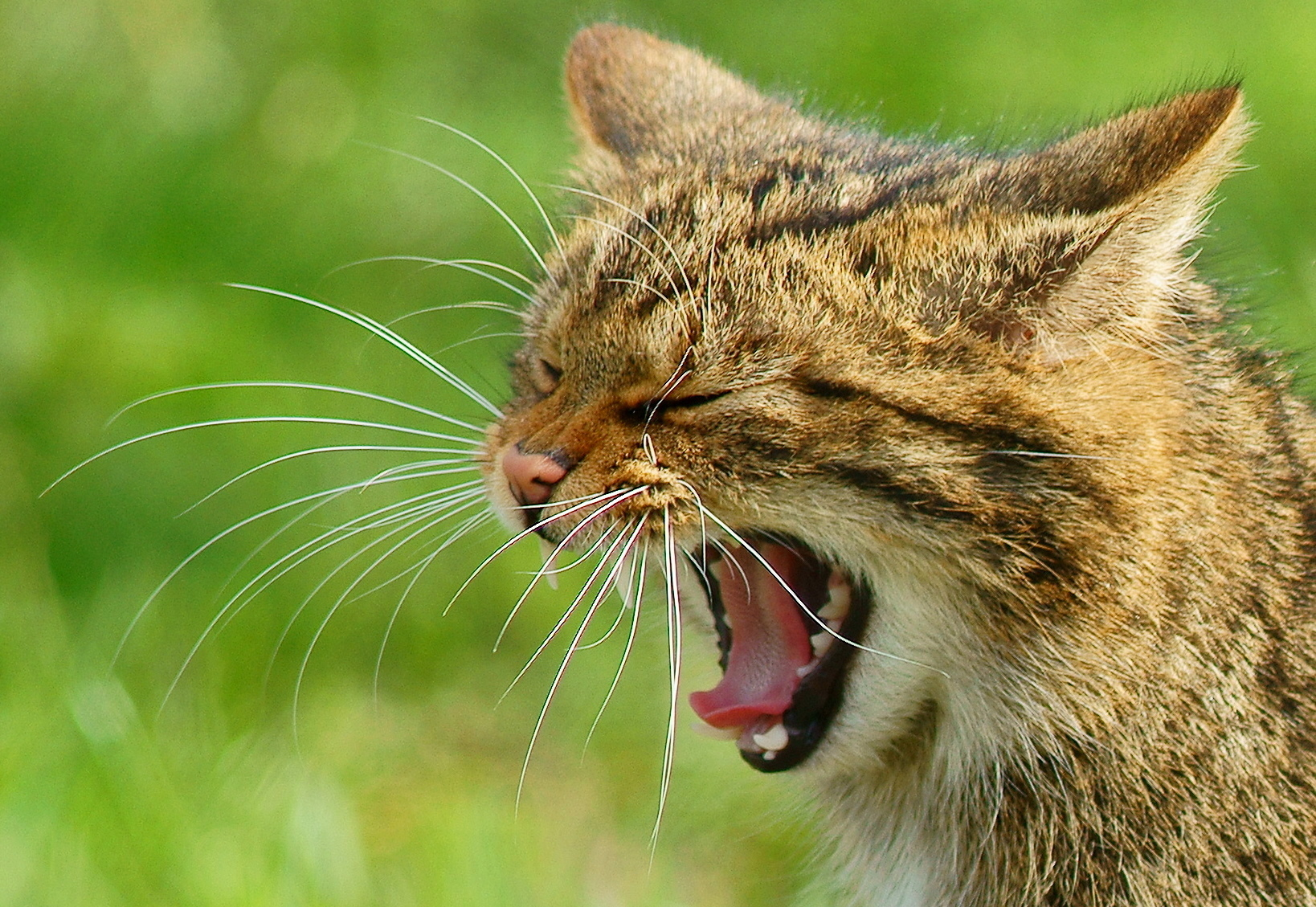
Gatto selvatico scozzese che sbadiglia

### Comportamento
È di abitudini arboricole e notturne, di giorno rimane nascosto nelle cavità degli alberi, in anfratti rocciosi, in tane abbandonate, mentre di notte salta agilmente di ramo in ramo alla ricerca di cibo. 
Ogni individuo occupa un proprio territorio che marca regolarmente con la secrezione di ghiandole odorifere e spruzzi di urina.

### Alimentazione
Si nutre di notte cacciando conigli selvatici, roditori ed altri piccoli mammiferi, non disdegnando, all'occasione, rane e uccelli che scova nei nidi.

### Riproduzione
Si riproduce una volta all'anno dando alla luce 3 o 4 piccoli che restano con la madre fino a 5 mesi. Il periodo degli amori va da metà gennaio a metà marzo.

### Nemici
La volpe e la martora sono i principali competitori del gatto selvatico, mentre i suoi predatori sono il lupo e la lince.